# أنوار (اسم)
أَنْوَار هو اسم علم مؤنث من أصل عربي، وجاء الاسم على صيغة الجمع، ومعناه هو جمع النُّور بمعنى الضياء أو جمع نَوْر بمعنى الزهر.